# Pokémon Quest
Pokémon Quest es un videojuego gratuito de acción-aventura, desarrollado por Game Freak y publicado por The Pokémon Company. Fue anunciado para la Nintendo Switch en mayo de 2018, mientras el lanzamiento de las versiones para dispositivos Android y iOS fue pospuesto para el mes siguiente.

## Jugabilidad
Pokémon Quest presenta un diseño de estilo cúbico, vóxel similar a Minecraft. El juego se desarrolla en la Isla Rodacubo, donde los Pokémon llamados Pokéxel se presentan de formas cúbicas. Los Pokémon presentados en el videojuego son de la línea original de la región de Kanto en Pokémon Rojo y Azul. Los jugadores pueden construir su base, las cuales atraen a los Pokémon a su equipo. Cuando se camina alrededor de la isla, los jugadores pueden reclutar hasta tres Pokémon con ellos. Para atacar a otros Pokémon, el jugador necesita esperar a que el medidor se llene para luego tocar el movimiento para que el Pokémon ataque. En el campamento base, el jugador puede cocinar alimentos para así atraer más Pokémon.

## Lanzamiento
Pokémon Quest fue anunciado durante una rueda de prensa de The Pokémon Company el 30 de mayo de 2018, para luego ser publicado en la eShop de Nintendo Switch como un título free-to-start el mismo día. También se anunció que una versión para móviles sería lanzada para iOS y Android a mediados de junio de 2018.

## Contenido descargable
Junto al lanzamiento, la eShop ofreció contenido descargable para el videojuego: tres lotes indivisibles (Lote Expedición, Lote Expedición Súper y Lote Expedición Ultra) y de paso una Piedra Ráfaga sin más.

## Recepción
Glen Fox de Nintendo Life declaró que el videojuego era "casual" y "simple de aprender", pero criticó el sistema de energía, aunque señaló que estaba lejos de ser un "sumidero de dinero".
A los dos días de su lanzamiento, el videojuego recibió más de un millón de descargas.